# 威斯巴登号小巡洋舰 (1917年)
威斯巴登号是德意志帝国海军于第一次世界大战期间建造的十艘科隆级小巡洋舰的二号舰，得名于1916年在日德兰海战期间被摧毁的第一代威斯巴登号。新舰于1915年在斯德丁的伏尔铿船厂开始架设龙骨，并于1917年3月3日下水。与另外七艘同级舰一样，由于船厂缺乏物资和人员，威斯巴登号的建造工程于1918年12月，即计划完工的五个月前被迫中止，并至1920年拆解报废。

## 建造
威斯巴登号是为替代1914年在福克兰群岛海战中被击沉的小巡洋舰纽伦堡号而以“纽伦堡代舰（Ersatz Nürnberg）”为代号进行订购，并于1915年在斯德丁的伏尔铿船厂开始架设龙骨。它于1916年10月5日在没有举行任何仪式的情况下下水，并为纪念在日德兰海战期间被摧毁的第一代威斯巴登号而正式命名为威斯巴登号。接下来的舾装工作进展非常缓慢，导致舰只直至战争结束时仍未能投入使用。威斯巴登号与另外七艘同级舰一样，由于船厂的物资和人员匮乏而未能竣工。1918年12月，在距计划完工尚余五个月的工期时，工程被勒令叫停。
1919年11月17日，威斯巴登号正式从海军名录中除籍。随着既有的重建计划无法落实，这艘尚未完工的小巡洋舰于1920年拆解报废。